# Aceroteta borealis
Aceroteta borealis is een vliesvleugelig insect uit de familie van de Platygastridae. De wetenschappelijke naam van de soort is voor het eerst geldig gepubliceerd in 1977 door Kozlov & Masner.